# Neanias angustipennis
Neanias angustipennis är en insektsart som beskrevs av Andrej Vasiljevitj Gorochov 2008. Neanias angustipennis ingår i släktet Neanias och familjen Gryllacrididae. Inga underarter finns listade i Catalogue of Life.